# Ngành nguội
Ngành nguội là một ngành gia công cơ khí mà công việc chủ yếu được làm bằng tay. Nguội có thể làm cả một sản phẩm hoặc một phần công đoạn của sản phẩm.

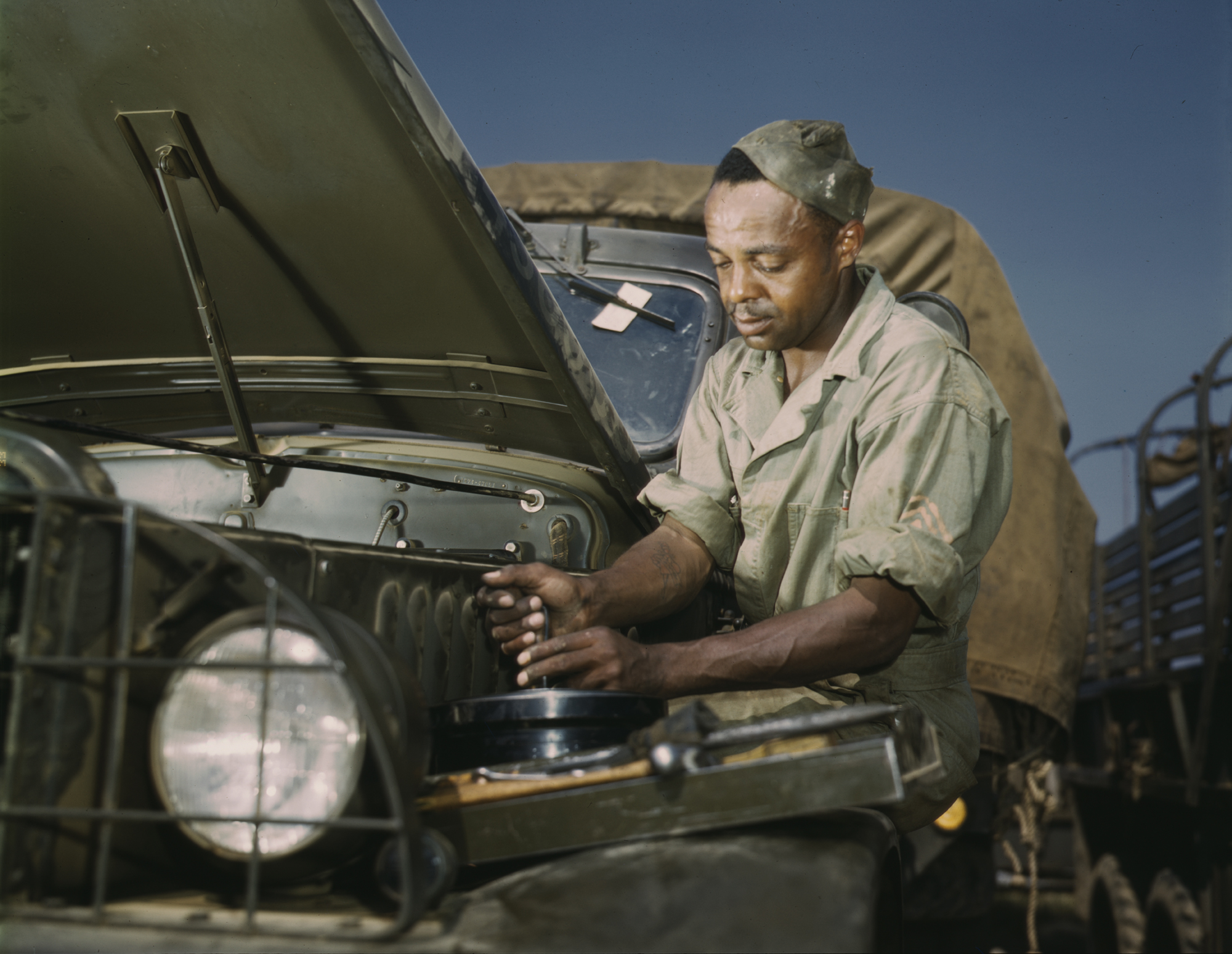
Một người thợ nguội

## Yêu cầu củakĩ sư,công nhânngành nguội
Những người tham gia ngành nguội đều phải nắm được bản vẽ kĩ thuật các chi tiết cơ khí, dung sai, các vật liệu cơ khí (gang, thép).

## Phân loại

### Nguội dụng cụ (nguội chế tạo)
Nguội dụng cụ là ngành sản xuất các dụng cụ đo kiểm. Nếu gọi là nguội chế tạo thì ngoài sản xuất dụng cụ đo còn sản xuất đồ gia dụng. 

### Nguội lắp ráp
Nguội lắp ráp là ngành lắp ráp các chi tiết theo một sơ đồ lắp (hoặc bản vẽ chi tiết).

### Nguội sửa chữa
Nguội sửa chữa là ngành nguội phát triển khá rộng. Người làm nguội sửa chữa đòi hỏi tay nghề cao, kinh nhiệm, và hiểu được nguyên tắc hoạt động của nhiều loại máy.

## Các dụng cụ trong ngành nguội

### Các dụng cụ gá kẹp
- Bàn đơn (bàn chỉ có một etô)
- Bàn kép (bàn có nhiều etô)
- Etô (dụng cụ kẹp chặt chi tiết)

### Các dụng cụ đo
- Thước lá
- Thước kẹp
- Thước đo góc
- Thước đứng

### Các dụng cụ lấy dấu
- Mũi vạch
- Compa panh
- Thước đứng
- Chấm dấu
- Đài vạch

### Các dụng cụ khác
- Búa
- Cưa
- Dũa
- Ta rô
- Bàn ren